# Претекстат Руанский
Претекстат (лат. Prætextatus; убит 24 февраля 586, Руан) — архиепископ Руана (549—586), святой (день памяти — 14 апреля).

## Биография
Основным историческим источником о жизни Претекстата является «История франков» Григория Турского.
Претектстат был выходцем из галло-римской семьи. Он возглавил архиепархию Руана в 549 году, став преемником на кафедре Эводия II. Претекстат участвовал в поместном соборе в Париже в 557 году, на котором вне закона были объявлены кровосмесительные браки, а затем в Туре 17 ноября 566 года.
Претекстат был крёстным отцом Меровея, сына короля Нейстрии Хильперика I от первого брака с Аудоверой. В 576 году он приютил в Руане Брунгильду, вдову убитого по приказу Фредегонды короля Австразии Сигиберта I. Когда Меровей, пленённый красотой изгнанницы, в 576 году женился на Брунгильде, архиепископ Руана провёл церемонию венчания новобрачных, хотя их брак и противоречил церковным канонам. Заключив этот брак, Меровей выступил против воли отца, и Хильперик I потребовал от епископа отчёта о его действиях. Этот вопрос был рассмотрен на синоде, состоявшемся в 577 году в Париже в присутствии сорока четырёх прелатов. Здесь Претекстат был обвинён в государственной измене и в раздаче даров врагам короля, с целью склонить тех поддержать мятеж Меровея. Подданные Хильперика I хотели забросать Претекстата камнями, но король помешал им это сделать. Друг архиепископа Руана, Григорий Турский, пытался его защищать. Сначала Претекстат категорически отверг все предъявленные ему обвинения, но затем под давлением лжесвидетелей и королевских приближённых был вынужден признать, что оказывал поддержку намерениям Меровея захватить престол Нейстрии. Свои поступки архиепископ объяснял большой любовью к своему крестнику. Согласно решению Хильперика, архиепископ был сослан на остров Джерси, который по этому случаю был передан из Дольской епархии епархии Кутанса. Новым главой Руанской архиепархии был избран Мелантий.
После смерти Хильперика I, скончавшегося в 584 году, король Бургундии Гунтрамн стал регентом при несовершеннолетнем сыне умершего монарха Хлотаре II. Благодаря Гунтрамну, Претектстат получил свободу и смог возглавить Руанскую архиепархию «к всеобщей радости духовенства и народа». 23 октября 585 года он участвовал в Маконском соборе, где были рассмотрены вопросы усиления церковной дисциплины.

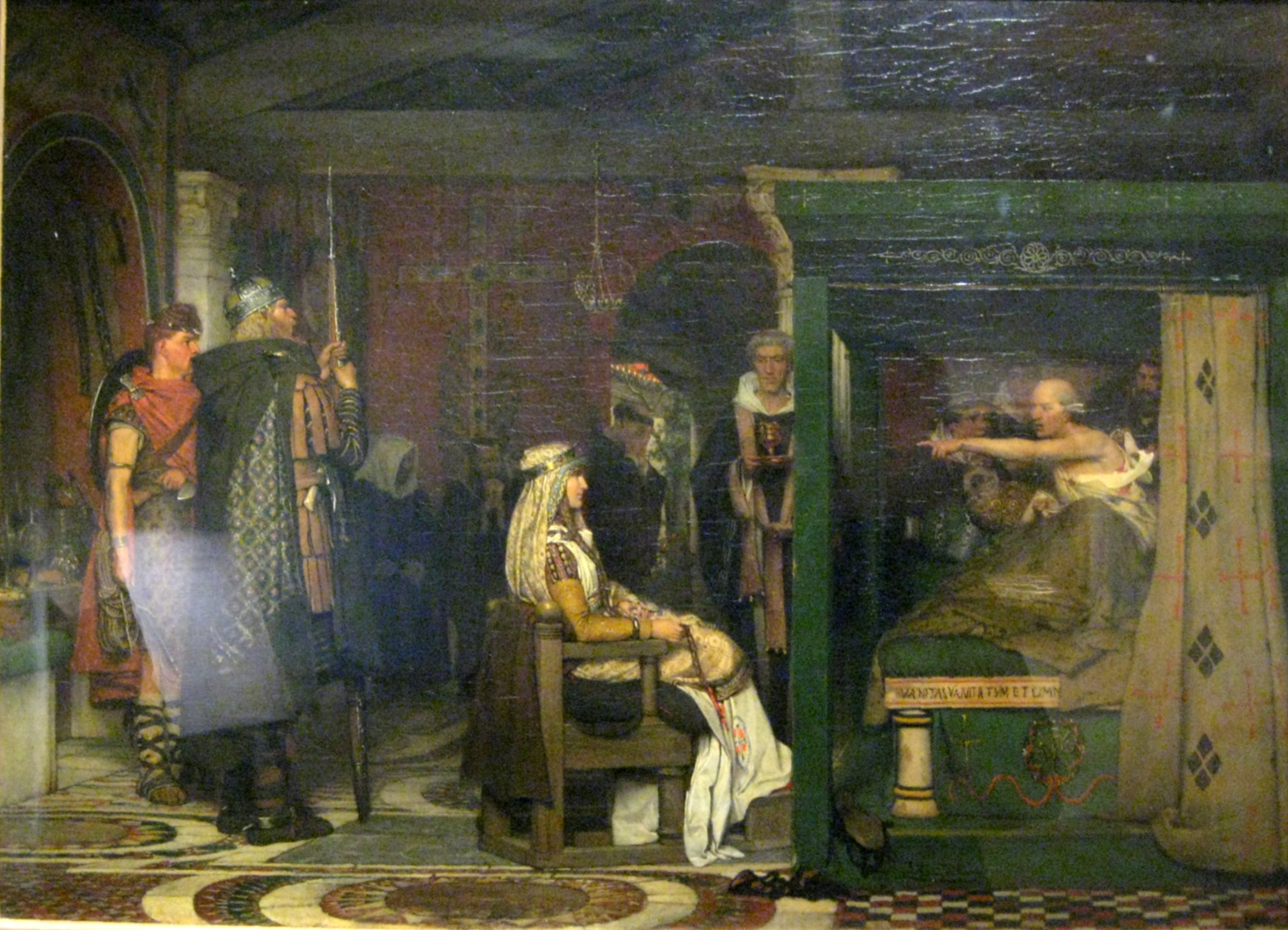
Лоуренс Альма-Тадема. Фредегонда посещает лежащего на смертном одре Претекстата

Однако уже 25 февраля 586 года Претекстат был убит: по приказу вдовы Хильперика I Фредегонды один из «рабов» нанёс архиепископу удар ножом у церковного алтаря собора в Руане, когда тот готовился к службе по случаю Вербного воскресенья. Фредегонда вместе с герцогами Бепполеном и Ансоальдом посетила смертельно раненого Претекстата и архиепископ в присутствии всех обвинил её в своём убийстве. Григорий Турский писал, что причиной ненависти Фредегонды к Претекстату стали неоднократные порицания её этим иерархом как организатора гибели Сигиберта I и Меровея. Историк также сообщал, что убийца получил в качестве вознаграждения двести золотых монет: сто от Фредегонды и по пятьдесят от находившегося в изгнании Мелантия и руанского архидиакона.
Известно, что Претекстат написал несколько трактатов, но ни один не сохранился до нашего времени.
Хотя Претекстат Руанский пал жертвой политических интриг правителей Франкского государства, впоследствии он был причислен Римско-католической церковью к лику святых мучеников. Претекстата поминают 14 апреля, а в Руанской архиепархии день памяти святого отмечается также 24 февраля.